# Sifler
Sifler je priimek več znanih Slovencev:
- Paul John Sifler (1911—2001), slovensko-ameriški skladatelj, organist in zborovodja